# Condalia fasciculata
Condalia fasciculata är en brakvedsväxtart som beskrevs av Ivan Murray Johnston. Condalia fasciculata ingår i släktet Condalia och familjen brakvedsväxter. Inga underarter finns listade i Catalogue of Life.